# Rubus arduennensis
Rubus arduennensis är en rosväxtart som beskrevs av Libert och Alexandre Louis Alexander Ludwig Simon Lejeune. Rubus arduennensis ingår i släktet rubusar, och familjen rosväxter. Inga underarter finns listade i Catalogue of Life.

## Bildgalleri

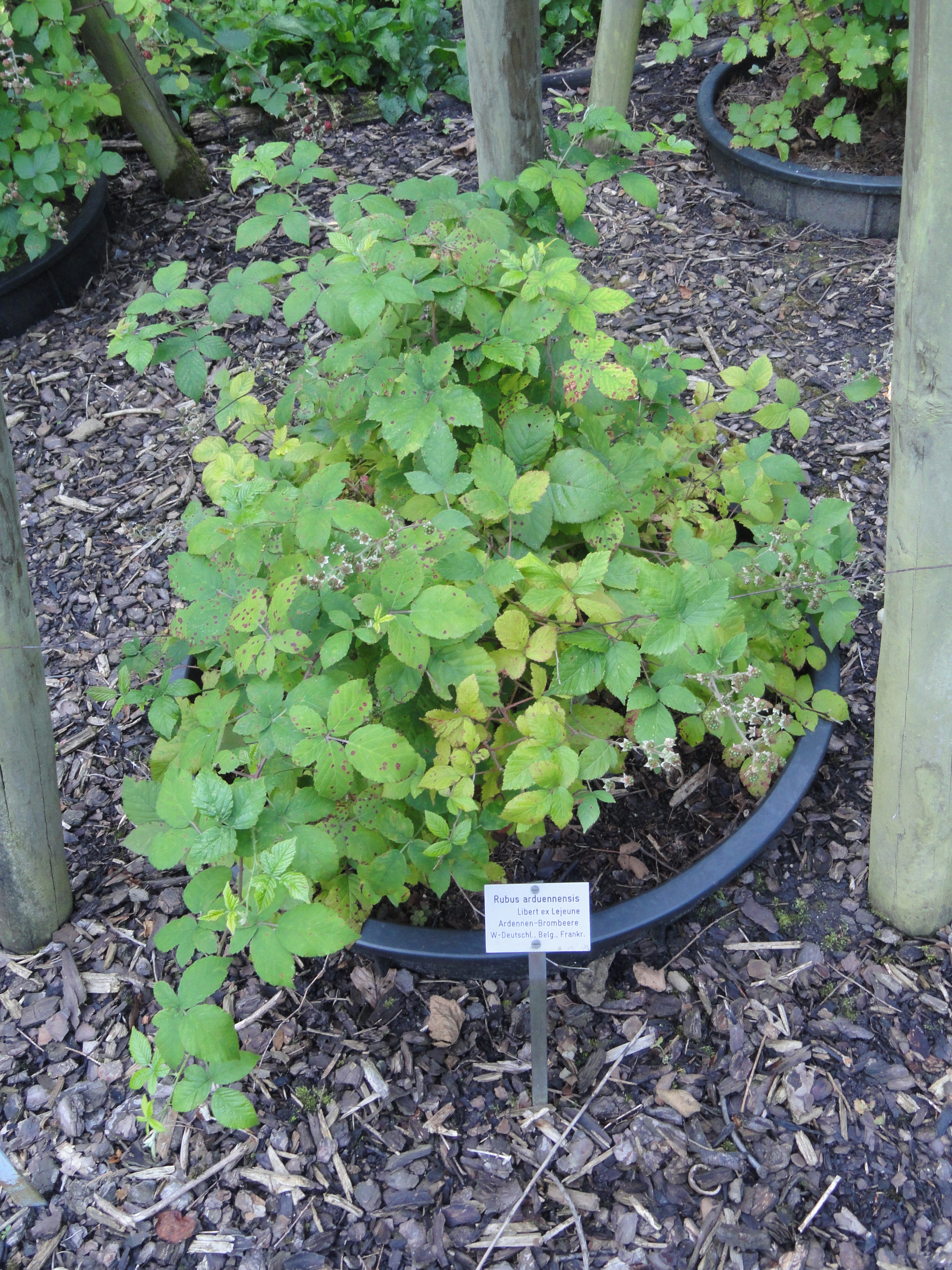